# Conglomerado de empresas
Un conglomerado de empresas o conglomerado empresarial es una modalidad de grupo empresarial en el que las empresas que lo componen pertenecen a sectores de actividad o ramas  negocios enteramente diferentes. Es decir, un conglomerado es un grupo específicamente multi-industrial. 
Los conglomerados suelen ser grandes, multinacionales y, alcanzando usualmente altas cifras de facturación. Nacieron en Estados Unidos en la segunda mitad del siglo XX y comenzaron a extenderse a partir de la década de los años 1960.
Constituidos por fusiones y absorciones sucesivas, estas sociedades cubren una gama de negocios muy diversos, la mayoría de los cuales no guardan vínculo entre sí. 

## Estados Unidos
Los conglomerados eran populares en la década de 1960 debido a una combinación de bajas tasas de interés y un mercado bajista, que permitió a los conglomerados un ambiente para comprar empresas en compras apalancadas, valores deflactados a veces temporalmente. Ejemplos famosos de la década de 1960 incluyen Ling-Temco-Vought, ITT Corporation, Litton Industries, Textron, Teledyne, del Gulf+Western, AT&T, y Transamerica. Siempre y cuando la empresa objetivo tuvo ganancias superiores a los intereses de los préstamos, el retorno de la inversión del conglomerado parecía crecer. Además, el conglomerado tenía una mejor capacidad de pedir prestado en el mercado de dinero, o el mercado de capitales, que la empresa más pequeña en su banco comunitario. Durante muchos años este fue suficiente para hacer aumento de precios de acciones de la compañía, ya que las empresas han sido valuados a menudo en gran medida de la rentabilidad de su inversión. La naturaleza agresiva de los propios conglomerados fue suficiente para que muchos inversores, que vieron una fuerza de "poderoso" y aparentemente imparable en los negocios, comprar sus acciones. Los altos precios de valores que les permitió recaudar más préstamos, basado en el valor de sus acciones, y por lo tanto comprar incluso más empresas. Esto llevó a una reacción en cadena, lo que les permitió crecer muy rápidamente. Sin embargo, todo este crecimiento fue algo ilusorio. Cuando las tasas de interés aumentaron para compensar la inflación, las ganancias cayeron un conglomerado. Los inversores se dieron cuenta de que las empresas dentro del conglomerado estaban creciendo más rápido que antes no fueron comprados, mientras que la justificación para la compra de una empresa era que "sinergias" proporcionarían eficiencia. A finales de 1960 fueron rechazados por el mercado y teniendo una gran venta masiva de sus acciones siguieron. Para mantener a las empresas que van, muchos conglomerados se vieron obligados a arrojar las industrias que habían comprado recientemente, y por la década de 1970 la mayoría se había reducido a conchas. La moda conglomerado fue reemplazado posteriormente por las ideas nuevas como centrarse en el núcleo de una empresa competencias. En otros casos, los conglomerados se formaron por los intereses genuinos de la diversificación en lugar de la manipulación de la declaración en papel de la inversión. Las empresas con esta orientación sólo harían adquisiciones o empezar nuevas sucursales en otros sectores cuando creyeron que esto aumentaría la rentabilidad o la estabilidad de compartir riesgos. Gracias a la liquidez durante los años 1980, General Electric también se trasladó a la financiación y los servicios financieros, que en 2005 representaron alrededor del 45% de los ingresos netos de la compañía. GE anteriormente poseía una participación minoritaria en NBC Universal, que posee la cadena de televisión NBC y varias otras redes de cable. En cierto modo, GE es el opuesto de la "típica" de 1960 el conglomerado en que la empresa no estaba muy apalancada, y cuando las tasas de interés subieron fueron capaces de convertir esto en su beneficio, ya que a menudo era más barato arrendar de GE de comprar nuevo equipo utilizando préstamos. United Technologies también ha demostrado ser un conglomerado de éxito. 
Con la difusión de los fondos de inversión (especialmente los fondos de índice desde 1976), los inversores pueden obtener más fácilmente la diversificación por ser dueño de una pequeña parte de muchas empresas en un fondo en lugar de poseer acciones de un conglomerado. 
Otro ejemplo de un conglomerado de éxito es el de Warren Buffett de Berkshire Hathaway, una sociedad holding que utiliza el excedente de capital de sus filiales de seguros para invertir en una variedad de negocios de manufactura y servicios.

## Internacional
El final de la Primera Guerra Mundial provocó una breve crisis económica en la Alemania de Weimar, lo que permite a los empresarios comprar empresas a precios bajísimos. El más exitoso, Hugo Stinnes, estableció el más poderoso conglomerado económico privado en 1920 Europa - Stinnes Empresas - que abarcaba sectores tan diversos como hoteles de manufactura, la minería, la construcción naval, los periódicos, y otras empresas. 
El conglomerado británico más conocido fue Hanson plc. Siguió un período de tiempo en lugar diferente al de los ejemplos de los Estados Unidos antes mencionados, ya que fue fundada en 1964 y dejó de ser un conglomerado cuando se separó a sí mismo en cuatro sociedades cotizadas distintas entre 1995 y 1997. 
En Hong Kong, dos conglomerados más conocidos son el grupo Swire y Jardine Matheson, ambas son empresas de propiedad británica que tienen una historia de más de 100 años y que tienen intereses de negocio que abarcan a través de cuatro continentes con un enfoque en Asia. Swire Group (o Swire Pacific) controla una amplia gama de negocios, incluyendo la propiedad (Swire Properties), aviación (es decir, Cathay Pacific y Dragonair), bebidas (embotellador de Coca Cola), el transporte y el comercio. Jardine Matheson opera negocios en los ámbitos de la propiedad, las finanzas, el comercio, el comercio minorista y el hotel (es decir, Mandarin Oriental). 
En Japón, un modelo diferente de conglomerado, el keiretsu, evolucionó. Considerando que el modelo occidental de conglomerado se compone de una sola corporación con múltiples filiales controladas por esa corporación, las empresas en un keiretsu están vinculados por participaciones y un papel central de un banco de enclavamiento. Mitsubishi es uno de los keiretsu más conocido de Japón, que va desde la fabricación de automóviles a la producción de productos electrónicos, como televisores. 
En China, muchos de los conglomerados del país son empresas de propiedad estatal, pero hay un número considerable de conglomerados privados. Conglomerados notables incluyen Legend Holdings, Dalian Wanda Group, China Poli Group, Beijing Empresas y Fosun International. Fosun es actualmente de China el mayor conglomerado de propiedad privada por ingresos.
En Corea del Sur, los chaebol son un tipo de conglomerado de propiedad y operado por una familia. Un chaebol también es hereditaria, ya que la mayoría de los presidentes actuales de chaebols lograron sus padres o abuelos. Algunos de los más grandes y conocidos chaebols coreanos son Samsung, LG, Hyundai Kia y SK. 
La era de la Licencia Raj (1947-1990) en la India creó algunos de los conglomerados más grandes de Asia, tales como el Grupo Tata, Kirloskar Group, Larsen & Toubro, Mahindra Group, Sahara India, ITC Limited, Essar Group, Reliance ADA Group, Reliance Industries, Aditya Birla Group y el Bharti Enterprises. 

## Ventajas
-Resultados de diversificación en una reducción del riesgo de la inversión. 
-Un descenso sufrido por una filial, por ejemplo, puede ser contrarrestado por la estabilidad, o incluso la expansión, en otra división. Por ejemplo, si el negocio de materiales de construcción de Berkshire Hathaway tiene un buen año, el beneficio podría ser compensado por un mal año en su negocio de seguros. 
Esta ventaja se ve reforzada por el hecho de que el ciclo económico afecta a las industrias de diferentes maneras. Conglomerados financieros tienen diferentes requisitos de cumplimiento de seguros o de reaseguros en solitario entidades o grupos. 
-Hay oportunidades muy importantes que pueden ser explotadas, para aumentar el valor del accionista. 
-Un conglomerado crea un mercado de capitales interno si el externo no está lo suficientemente desarrollado.
-A través del mercado interior, las diferentes partes del conglomerado asignar el capital de manera más eficaz. 
Un conglomerado puede mostrar crecimiento de las ganancias, mediante la adquisición de empresas cuyas acciones son más descuento no sean los suyos. De hecho, Teledyne, GE, y Berkshire Hathaway han generado alto crecimiento de los beneficios por un tiempo.

## Desventajas
Las capas adicionales de aumentan los costos de gestión. 
-Contabilidad divulgación es información menos útil, muchos números se dan a conocer agrupados, en lugar de por separado para cada negocio.
-La complejidad de las cuentas de un conglomerado hacen más difícil para los gerentes, los inversionistas y los reguladores para analizar, y hace que sea más fácil para la gestión de ocultar las cosas.
-Los conglomerados pueden negociar con un descuento sobre el valor individual global de sus negocios porque los inversores pueden lograr la diversificación de su propia simplemente mediante la compra de múltiples poblaciones. 
-El conjunto a menudo vale menos que la suma de sus partes. 
-Choques culturales pueden destruir valor. 
-La inercia impide el desarrollo de la innovación.
-La falta de atención y la incapacidad para gestionar negocios no relacionados. 
Algunos citan el costo disminuido agotadas conglomerado (un fenómeno conocido como descuento conglomerado) como probatorio de estos inconvenientes, mientras que otros comerciantes creen que esta tendencia a ser una ineficiencia del mercado, que infravalora la verdadera fuerza de estas poblaciones.